# 응도
응도(應島)는 경기도 화성시 우정읍 매향리에 위치한 섬이다. 50여년간 주한 미군의 폭격장이었던 외농도와 인접하여, 오폭 등의 영향을 받아왔다.

## 지리
남동쪽 해안은 해식애가 높게 이루어져 있고, 그 주변으로 파식대가 형성되어 있다. 섬을 구성하는 암석은 규암과 호상편마암이며, 엽리 구조가 발달해 있다.
2008년의 조사에서 총 10종의 식물을 확인하였다. 섬의 60% 가량을 보리수나무 군락이 덮고 있으며, 그 외에 사철쑥과 바랭이가 다수이다. 무척추동물의 경우 총알고둥, 겹지붕굴, 배말류, 대수리가 우점종이다. 그 밖에 해조류는 발견되지 않았다.